# 伯恩賽德 (伊利諾伊州)
伯恩賽德（英語：Burnside）是位於美國伊利諾伊州漢考克縣的一個非建制地區。該地的面積和人口皆未知。

## 地理
伯恩賽德的座標為40°30′14″N 91°06′01″W / 40.50389°N 91.10028°W，而該地的平均海拔高度為197米（即646英尺）。